# Muscicapa williamsoni
Muscicapa williamsoni és una espècie d'ocell de la família dels muscicàpids (Muscicapidae). Es troba al sud de Myanmar, al sud de Tailàndia, al nord de la península de Malàisia i al nord-est de Borneo.
Segons la llista mundial d'ocells del Congrés Ornitològic Internacional (versió 11.2, juliol 2021) aquest tàxon tindria la categoria d'espècie. Tanmateix, altres obres taxonòmiques, com el Handook of the Birds of the World i la quarta versió de la BirdLife International Checklist of the birds of the world (Desembre 2019), el consideren encara una subespècie del Papamosques de Dàuria (Muscicapa dauurica williamsoni).
El nom específic és una referència al col·leccionista britànic Sir Walter James Franklin Williamson (1867-1954).